# Банкова, Вася
Вася Банкова (болг. Вася Стефанова Банкова, род. 1954, София) — болгарский учёный, специалист по химии природных биологически активных веществ.
Член-корреспондент Болгарской АН (2014), профессор, доктор химических наук (2000).
Заведующая лабораторией химии природных веществ Института органической химии с центром по фитохимии Болгарской АН (с 2009), в котором работает с 1977 года, и с 2002 года почётный преподаватель факультета химии и фармации Софийского университета.
Президент Болгарской фитохимической ассоциации (Българско фитохимично сдружение).

## Биография
Окончила Высший химико-технологический институт (ныне это Университет химической технологии и металлургии) в 1977 году, инженер-химик по специальности органический синтез.
В 1990 году под руководством профессора Симеона Попова получила докторскую степень по химии природных и физиологически активных веществ в Институте органической химии с центром по фитохимии Болгарской АН, а в 2001 там же — степень доктора химических наук по той же специальности. В этом же институте работает после окончания вуза — первоначально специалист-химик, с 1984 научный сотрудник, с 1995 старший научный сотрудник II степени, с 2004 — I степени, с 2005 — профессор, с 2009 возглавляет лабораторию химии природных веществ. В 1985-86 гг. как стипендиат фонда Генриха Герца специализировалась в Рурском университете в Германии. В 1993 году как стипендиат от ЕС прошла трехмесячную специализацию в Саарском университете Германии. Также стажировалась в Бразилии и Италии (соотв. в 1999 и 2000).
Член Международной комиссии по мёду (International Honey Commission), в которой координирует группу по прополису, Ассоциации медицинских и ароматических растений стран Юго-Восточной Европы, Болгарского общества органической и металлоорганической химии. Почётный член Японской ассоциации исследователей прополиса. Почётный член научного комитета Греческого научного центра по апитерапии.
Член редколлегий журналов Journal of Apiproducts and Apimedical Sceinces и Chemistry Central Journal, а также ранее Evidence-based Complementary and Alternative Medicinе (2007—2014).
Участница международных конференций по всему миру, член их научных комитетов. Председатель оргкомитета предстоящей 28—29 сентября 2018 года в Софии конференции Second Propolis Conference — Propolis in human and bee health conferece.
Под её началом защитились два докторанта.
Возглавляет исследования прополиса, которым занимается более 20 лет и по которому опубликовала более 80 работ в международных рецензируемых журналах; В. Банкову называют внесшей большой вклад в современные представления о нём.
Автор более 160 публикаций, работ в журналах PLoS One, European Journal of Medicinal Chemistry, Journal of Ethnopharmacology, Phytochemistry, Fitoterapia, J. Agric. Food Chem., Talanta, Food Chemistry, Planta Medica и др.
Индекс Хирша — 34 (Scopus).

## Труды
- V. Bankova. Chemical diversity of propolis and the problem of standardization. J. Ethnopharmacol. 100 (1-2), 114—117 (2005).
- V. Bankova, B. Trusheva., M.Popova. New developments in propolis chemical diversity studies (since 2000) In: N. Orsolich & I. Basic (Eds), Scientific Evidence of Use of Propolis in Ethnomedicine, 1-13, Transworld Research Network, Trivandrum, 2008.
- V. Bankova, B. Trusheva. Chemical profiles of different propolis types in relation to their biological activity. In: T. Farooki and A. Farooki, Eds., Beneficial effects of propolis on human health and chronic diseases. NOVA Science Publishers[англ.], New York. 2013.